# Große Olympiaschanze
Cet article concerne le tremplin de saut à ski situé à Garmisch-Partenkirchen. Pour celui de Saint-Moritz, voir Olympiaschanze.
Le Große Olympiaschanze (le « grand tremplin olympique ») est un tremplin de saut à ski situé à Garmisch-Partenkirchen, en Allemagne. Ce grand tremplin est l'un des plus importants de la Coupe du monde de saut à ski. Il accueille chaque année la seconde étape de la Tournée des quatre tremplins. Le concours de Garmisch a toujours lieu le 1er Janvier, d'où son surnom de "Concours du Nouvel An". Il a également été utilisé pour les épreuves saut à ski des Jeux olympiques d'hiver de 1936.
En 2007, la structure du tremplin a été profondément modifiée et rénovée, et à cette occasion, plusieurs éléments constitutifs du tremplin original ont été détruits.